# Ryszard Biske

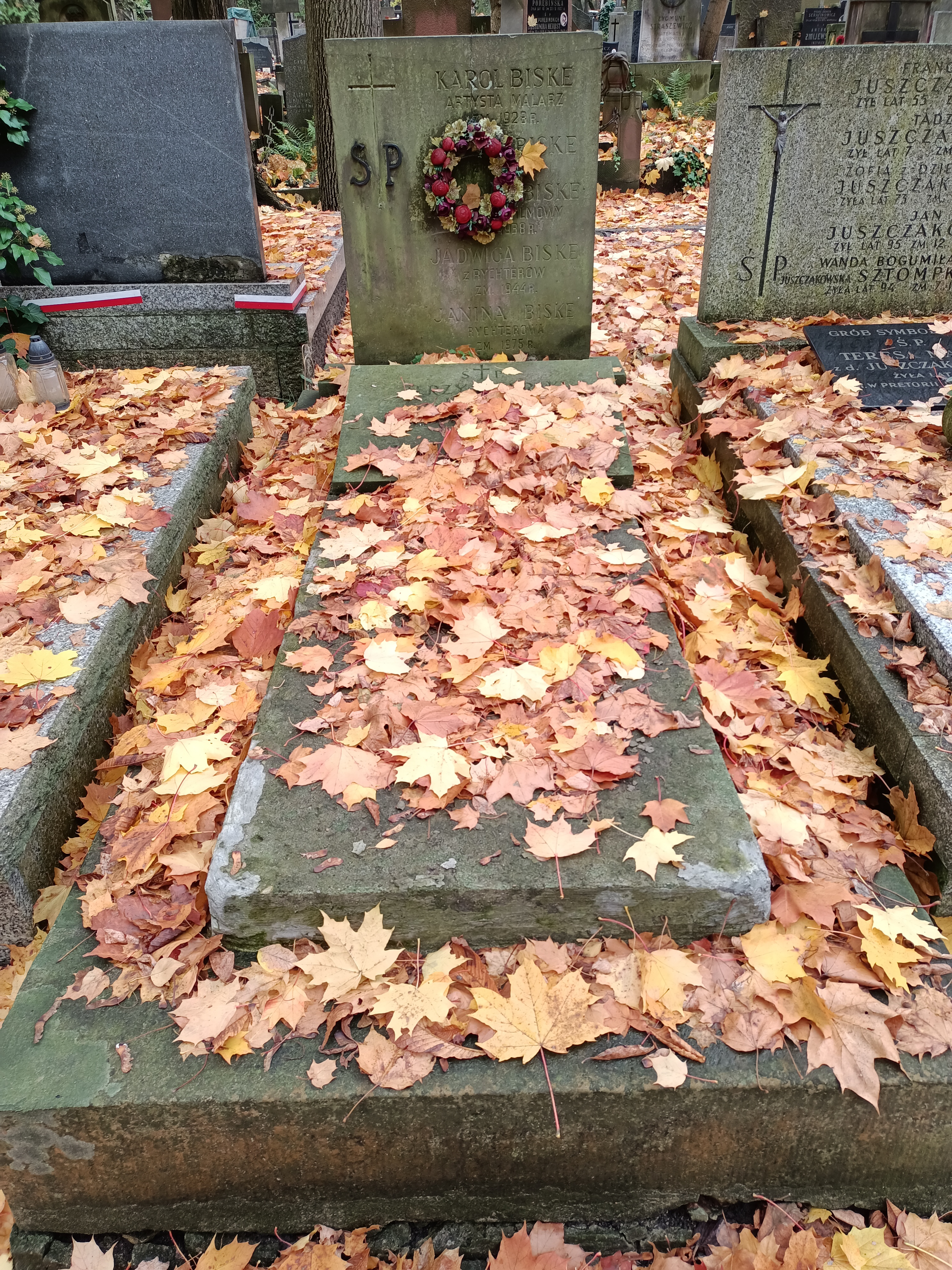
Grób Ryszarda Biskego na Cmentarzu Powązkowskim

Ryszard Biske (ur. 3 kwietnia 1895 w Warszawie, zm. 9 lipca 1938 tamże) – polski reżyser, scenograf i producent filmowy.

## Życiorys
Początkowo studiował architekturę w Zurychu i na Politechnice Warszawskiej, studiów tych jednak na ukończył. Od 1923 roku związał się z branżą filmową, pracując początkowo jako dekorator. 
Był jednym ze współzałożycieli wytwórni filmowej Aero-Film, która wyprodukowała film pt. Skrzydlaty zwycięzca (1924, reż. Zygmunt Wesołowski). W 1929 roku wraz z Fryderykiem Vlassakiem jr opatentował system synchronizacji dźwięków filmowych. W latach 30. XX wieku działał w środowisku filmowym. Był współzałożycielem Związku Reżyserów Filmowych i Kierowników Produkcji, współzałożycielem (1934) i prezesem (1935-1938) Zrzeszenia Producentów Filmów Krótkometrażowych oraz wiceprezesem Naczelnej Rady Filmowej. 
Wyreżyserował film do scenariusza autorstwa Zofii Dromlewiczowej według powieści Józefa Weyssenhoffa do filmu pt. Puszcza, zekranizowanego w 1932.
Zajmował się również historią filmu (posiadał bogaty zbiór programów, fotosów i plakatów filmowych) oraz realizacją filmów dokumentalnych, poświęconych zabytkom stolicy. 
Był również ilustratorem książek dla młodzieży.
Został pochowany na Cmentarzu Powązkowskim w Warszawie.

## Filmografia – filmy fabularne
- Skrzydlaty zwycięzca (1924) – scenografia
- 9.25. Przygoda jednej nocy (1929) – reżyseria (wraz z Adamem Augustynowiczem)
- Puszcza (1932) – reżyseria, produkcja
- Kopciuszek (1934, film krótkometrażowy) – reżyseria
- Warszawa dawna i dzisiejsza (1934, film krótkometrażowy) – reżyseria[3]

## Ordery i odznaczenia
- Złoty Krzyż Zasługi (1938)